# На Геллия
«На Геллия» (лат. In Gellium) — условное название стихотворений римского поэта Гая Валерия Катулла, включённых в состав посмертного сборника («Книги Катулла Веронского») под номерами 74, 80, 88 — 91. Их адресат — предположительно Луций Геллий Публикола, впоследствии консул 36 года до н. э., а тогда ещё совсем молодой человек. Его уличили в прелюбодеянии с собственной мачехой, но отец подверг Луция семейному суду и вынес оправдательный приговор.
Катулл заявляет, что Геллий сделал своими любовницами и мачеху (её поэт называет «матерью»), и сестру, и жену дяди. По-видимому, он просто повторяет ходившие по городу слухи, которые не полностью соответствовали истине.